# Ernani Aguiar
Ernani Henrique Chaves Aguiar (Petrópolis, 30 de agosto de 1950) é um compositor, maestro e musicólogo brasileiro.
Aperfeiçoou-se na Argentina e na Itália. Atuou como solista e regente no Brasil e no exterior. Por sua dedicação à obra de Carlos Gomes, a Câmara Municipal de Campinas concedeu-lhe a Medalha Carlos Gomes.

## Obras

### Obras para coral
- Cantilena, para coro "a capella"
- Danças, para barítono e cordas, 1993
- Falai de Deus, para coro "a capella"
- Missa Brevis
- Missa Brevis II in honorem S. Francisci Assisiensis, para coro "a capella"
- Missa Brevis III
- O sacrum convivium, para coro misto "a capella"
- Oração de São Francisco, para coro misto "a capella"
- Psalm 74
- Psalmus CL, para coro "a capella"
- Refrão, para coro misto "a capella"
- Sacipererê, para coro infantil "a capella"
- Salmo 150 (Psalm 150), 1993
- Venid, para coro "a capella"
- Ave Maria SSATB a capella

### Obras instrumentais
- Bifonia nº 1 e nº 2, para flauta e fagote
- Oito Duos Para Violinos - 1984
- Duo, para violino e cello, 1986
- Melorritmias, para flauta
- Miniaturas, para clarineta e piano
- Sonatina, para piano
- Toques de cabocolinhos, para piano
- Três peças, para trompete e piano, 1971
- Violoncelada, para oito violoncelos, 1993

### Obras líricas
- O menino Maluquinho, 1993

### Obras orquestrais
- Cantata de Natal, para coro e orquestra
- Cantata O menino maluquinho, para coro e orquestra, 1989
- Cantos sacros para orixás, para coro e orquestra, 1994
- Sinfonietta prima, para orquestra sinfônica, 1990
- Quatro momentos No 3

## Prêmios e indicações

### Prêmio Açorianos
| Ano  | Categoria          | Indicação     | Resultado |
| ---- | ------------------ | ------------- | --------- |
| 2014 | Compositor Erudito | Ernani Aguiar | Indicado  |
| 2015 | Compositor Erudito | Ernani Aguiar | Indicado  |